# 크리스토퍼 마스터슨
크리스토퍼 마스터슨(Christopher Masterson, 1980년 2월 22일 ~ )은 미국의 배우이다.

## 출연 작품
- 내 남자친구의 결혼식
- 무서운 영화2